# Hammer Kirche (metrostation)
Hammer Kirche is een metrostation in het stadsdeel Hamm van de Duitse stad Hamburg. Het station werd geopend op 2 januari 1967 en wordt bediend door de lijnen U2 U4 van de metro van Hamburg.